# Diego Dellasega
Diego Dellasega (* 5. Dezember 1990 in Cavalese) ist ein ehemaliger italienischer Skispringer.

## Werdegang
Sein internationales Debüt gab Dellasega am 17. September 2005 in Predazzo im FIS Cup. Ab Oktober 2008 gehörte er fest zum Kader für den Skisprung-Continental-Cup. Bei der Junioren-Weltmeisterschaft 2009 in Štrbské Pleso erreichte er mit dem Team den 7. Platz und von der Normalschanze den 39. Platz. Am 11. Februar 2009 gab er in Klingenthal sein Debüt im Skisprung-Weltcup. Dabei erreichte er den 58. Platz. Bei den Junioren-Weltmeisterschaften 2010 in Hinterzarten gewann er Bronze auf der Normalschanze. Im Teamspringen erreichte er mit der Mannschaft wie auch bereits 2009 den 7. Platz. Am 9. Januar 2010 gewann er sein erstes Continental-Cup-Springen in Sapporo. Bei der Skiflug-Weltmeisterschaft 2010 in Planica erreichte er im Teamfliegen gemeinsam mit seinem Cousin Roberto Dellasega, Andrea Morassi und Sebastian Colloredo den 8. Platz. Bei der Nordischen Skiweltmeisterschaft 2011 in Oslo verpasste Dellasega bei der Qualifikation zum Springen auf der Normalschanze selbige mit dem 54. Rang. Im Teamspringen von der Normalschanze erreichte er gemeinsam mit Davide Bresadola, Andrea Morassi und Sebastian Colloredo den 11. Platz. Zur Qualifikation für das Springen von der Großschanze trat er nicht an. Bei den italienischen Meisterschaften von der Großschanze am 21. Juli 2010 in Predazzo erreichte er den dritten Rang und damit erstmals einen Medaillenrang.

## Erfolge

### Continental-Cup-Platzierungen
| Saison  | Platz | Punkte |
| ------- | ----- | ------ |
| 2008/09 | 101.  | 045    |
| 2009/10 | 024.  | 288    |
| 2010/11 | 079.  | 051    |
| 2012/13 | 180.  | 003    |